# How to Destroy Angels (мини-альбом)
How to Destroy Angels — дебютный мини-альбом одноимённой группы, вышедший 1 июня 2010 года в виде файлов для свободного скачивания из Интернета. Звуковой компакт-диск издан 6 июля 2010 года.

## Об альбоме
Версии обложек цифровой копии альбома и физического носителя различаются. Автором графического оформления альбома является Марк Уивер (Mark Weaver).
В записи альбома принимал участие рекорд-продюсер Алан Молдер, ранее сотрудничавший с Трентом Резнором при создании альбомов Ghosts I-IV и The Slip.
Дебютный альбом группы планировался к выходу в 2011 году.

## Список композиций

Обложка альбома для физического носителя

| №  | Название               | Длительность |
| -- | ---------------------- | ------------ |
| 1. | «The Space in Between» | 3:34         |
| 2. | «Parasite»             | 5:04         |
| 3. | «Fur-Lined»            | 4:00         |
| 4. | «BBB»                  | 3:31         |
| 5. | «The Believers»        | 5:36         |
| 6. | «A Drowning»           | 7:02         |